# Штапельное волокно
Шта́пельное волокно́ — элементарное текстильное волокно ограниченной длины, как правило, не более 40—45 мм (волокна хлопковой штапельной диаграммы), используемое в текстильной промышленности для выработки как пряжи, так и нетканых материалов путём скрепления холста из таких волокон каландрированием, термоскреплением, водоструйным скреплением, иглопробивным способом, водоструйным (спанлейс) или нитепрошивным электрофлокированием.
Штапельные волокна бывают как искусственного (вискоза, стекло), так и естественного происхождения (хлопок, лён, шерсть и т. п.).